# Жуис-ди-Фора (микрорегион)

Жуис-ди-Фора на карте.

Жуис-ди-Фора (порт. Microrregião de Juiz de Fora) — микрорегион в Бразилии, входит в штат Минас-Жерайс. Составная часть мезорегиона Зона-да-Мата. Население составляет 728 602 человека (на 2010 год). Площадь — 	8913,610	 км². Плотность населения — 81,74	 чел./км².

## Демография
Согласно сведениям, собранным в ходе переписи 2010 г. Национальным институтом географии и статистики (IBGE), население микрорегиона составляет:						
| Полное население                             | Полное население                             | Полное население                             | Полное население                             | 728 602 |
| -------------------------------------------- | -------------------------------------------- | -------------------------------------------- | -------------------------------------------- | ------- |
| в том числе:                                 | Городское население                          | 685 347                                      | Процент городского населения, %              | 94,06   |
|                                              | Сельское население                           | 43 255                                       | Процент сельского населения, %               | 5,94    |
|                                              | Мужское население                            | 349 347                                      | Процент мужского населения, %                | 47,95   |
|                                              | Женское население                            | 379 255                                      | Процент женского населения, %                | 52,05   |
| Плотность населения, чел/км²                 | Плотность населения, чел/км²                 | Плотность населения, чел/км²                 | Плотность населения, чел/км²                 | 81,74   |
| Население микрорегиона в % к населению штата | Население микрорегиона в % к населению штата | Население микрорегиона в % к населению штата | Население микрорегиона в % к населению штата | 3,72    |

## Статистика
- Валовой внутренний продукт на 2003 год составляет 4 653 911 680 00 реалов (данные: Бразильский институт географии и статистики).
- Валовой внутренний продукт на душу населения на 2003 год составляет 6693,58 реалов (данные: Бразильский институт географии и статистики).
- Индекс развития человеческого потенциала на 2000 год составляет 0,805 (данные: Программа развития ООН).

## Состав микрорегиона
В составе микрорегиона включены следующие муниципалитеты:
1. Араситаба
2. Белмиру-Брага
3. Биас-Фортис
4. Бикас
5. Шиадор
6. Шакара
7. Коронел-Пашеку
8. Дескоберту
9. Юбанк-да-Камара
10. Гояна
11. Гуарара
12. Жуис-ди-Фора
13. Лима-Дуарти
14. Мар-ди-Эспанья
15. Марипа-ди-Минас
16. Матиас-Барбоза
17. Олария
18. Оливейра-Фортис
19. Пайва
20. Педру-Тейшейра
21. Пекери
22. Пиау
23. Риу-Нову
24. Риу-Прету
25. Рошеду-ди-Минас
26. Санта-Барбара-ду-Монти-Верди
27. Санта-Рита-ди-Ибитипока
28. Санта-Рита-ди-Жакутинга
29. Сантана-ду-Дезерту
30. Сантус-Думонт
31. Сенадор-Кортис
32. Симан-Перейра
33. Сан-Жуан-Непомусену